# Reender Kranenborg
Reender Kranenborg (1 juni 1942-8 april 2020) is een Nederlandse theoloog en godsdienstwetenschapper.

## Loopbaan
Kranenborg studeerde theologie in Kampen. Hij promoveerde in 1974 op het proefschrift Zelfverwerkelijking. Hij was parttime verbonden en docent aan het instituut voor godsdienstwetenschappen van de Vrije Universiteit (VU) te Amsterdam. Hij specialiseerde zich in new age, nieuwe religieuze bewegingen (NRB) waaronder controversiële sekten. Dr. Kranenborg was ook een predikant van de Gereformeerde Kerk te Amsterdam.
Hij was eindredacteur van het tijdschrift Religieuze bewegingen in Nederland, uitgegeven door het instituut voor godsdienstwetenschap van de  Vrije Universiteit. Daarnaast was hij verbonden met CESNUR, een netwerk van wetenschappers die NRBen bestuderen, met zijn hoofdvestiging in Turijn, Italië.
Hij prefereert in de meeste gevallen de term NRB boven de term sekte, omdat de laatste duidt op een afscheiding wat niet van toepassing is op veel NRBen. Hij betoogt dat de term 'sekte' volkomen wetenschappelijk aanvaard is als men spreekt over 'sekten van het hindoeïsme'.